# Agnese Schebest

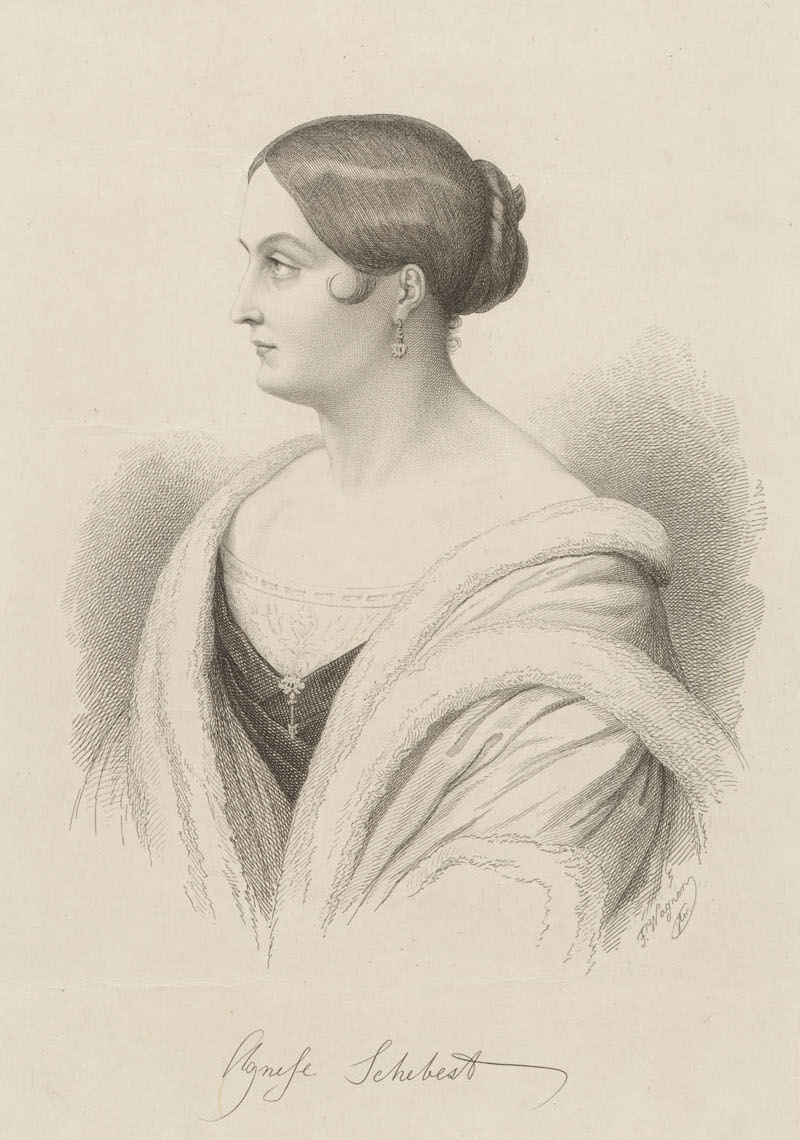
Agnese Schebest

Agnese Schebest, gebürtig Agnese Šebesta, auch Agnese Schebesta; Agnes Schebest (* 10. Februar 1813 in Wien; † 22. Januar 1870 in Stuttgart) war eine österreichische Opernsängerin (Mezzosopran), Schauspielerin, Gesangspädagogin und Schriftstellerin. Sie lebte als Gesangslehrerin in München, Karlsruhe und Stuttgart und gastierte als Sängerin in zahlreichen Städten, in Dresden gab sie ihr Debüt.

## Leben
Die Tochter eines tschechischen Unteroffiziers der Mineure im Dienstgrad eines Oberminenführers in der österreichischen Armee zog als Kind wegen eines beruflichen Wechsels ihres Vaters mit ihren Eltern nach Prag. Ihr Vater starb als Folge einer Verletzung beim Sprengen der Festungswerke von Alessandria bereits 1816.
Sie lebte mit ihrer Mutter in Theresienstadt, wo sie als Kind bei Kirchenkonzerten auffiel. Mit elf Jahren erhielt sie in Dresden unentgeltlich Gesangsunterricht bei dem Kammersänger Johann Aloys Miksch sowie Schauspielunterricht bei der Schauspielerin Friederike Werdy. An der Dresdener Hofoper sang sie ab 1828 als Choristin und Comprimaria.
Schebest gab 1830 ihr Operndebüt als Benjamin in Étienne-Nicolas Méhuls Joseph und seine Brüder an der Dresdner Hofbühne. Daraufhin bekam sie dort eine Anstellung, wodurch sie finanziell für ihre Familie sorgen konnte. Weitere Rollen waren Leonore in Fidelio, Rebecca in Heinrich Marschners Der Templer und die Jüdin, Sesto in La clemenza di Tito und Alice in Giacomo Meyerbeers Robert le diable. In Dresden wirkte damals auch Wilhelmine Schröder-Devrient, von der sie nachhaltig beeindruckt wurde.
1833 kündigte sie den Dresdner Vertrag, der sie auch zum Schauspiel verpflichtete, da sie fürchtete, dass die Stimmausbildung unter den Sprechrollen leiden könnte. Nach erfolgreichen Gastspielen in Berlin und Leipzig nahm sie 1833 eine Einladung an die Bühne in Pest an, wo sie  bis 1836 unter Vertrag stand. Dort hatte sie Erfolge als Agathe in Der Freischütz, Emmeline in Joseph Weigls Die Schweizer Familie, Zerline in Don Giovanni, Desdemona in Rossinis Otello, in der Titelrolle von Cherubinis Medea und besonders als Romeo in I Capuleti ed i Montecchi von Vincenzo Bellini.
1834 und 1835 unternahm sie Gastspielreisen nach Wien, Dresden und Graz. Nach dem Ende des Pester Engagements gastierte sie von 1836 bis 1841 an den führenden deutschen Opernhäusern. Ihren Wohnsitz hatte sie ab 1836 in Nürnberg. 1837 trat sie in Straßburg und Nürnberg neben der Sängerin Nina Schebest auf, die ihre Schwester war. Nach einem Aufenthalt in Paris bereiste sie 1841 Italien mit Auftritten in Triest und Venedig. Anschließend gastierte sie in Weimar, Schwerin, Warschau, Lemberg und München. Ab Juni 1842 bildete Karlsruhe ihren Lebensmittelpunkt. Sie heiratete am 30. August 1842 den Theologen und Biographen David Friedrich Strauß und beendete ihre Karriere, sie wirkte in Karlsruhe aber als Gesangslehrerin weiter. Das Paar lebte zunächst im ehemaligen Deutschordens-Sommerhaus in Sontheim bei Heilbronn, bis Strauß 1843 allein nach Heilbronn zog und Agnese Schebest zu ihrer Schwester zog. Die Ehe, aus der zwei Kinder hervorgingen, verlief unglücklich und wurde nach wenigen Jahren geschieden. Agnes Schebest lebte nach der Scheidung in Stuttgart, wo sie als Gesangslehrerin wirkte und Memoiren verfasste sowie ein gesangspädagogisches Werk.
Heinrich Friedrich von Saint-Julien widmete ihr 1838 seine Komposition „Sechs Deutsche Gesänge für eine Singstimme in Begleitung des Pianof.[orte]“, über sie verfasste er 1837 außerdem die Broschüre „Agnese Schebest in Karlsruhe. Eine Kunstabhandlung“.

## Ehrungen
- In Heilbronn-Sontheim ist die Agnese-Schebest-Straße nach ihr benannt.

## Werke
- Aus dem Leben einer Künstlerin, Stuttgart: Ebner & Seubert, 1857 (Google-Digitalisat)
- Rede und Geberde. Studien über mündlichen Vortrag und plastischen Ausdruck, Leipzig: Abel, 1861